# Lijst van voetbalinterlands Honduras - Joegoslavië
Deze lijst van voetbalinterlands is een overzicht van alle officiële voetbalwedstrijden tussen de nationale teams van Honduras en Joegoslavië. De landen speelden een keer tegen elkaar: een groepswedstrijd bij het Wereldkampioenschap voetbal 1982, die werd gespeeld op 24 juni 1982 in Zaragoza (Spanje).

## Wedstrijden
| № | Plaats   | Datum        | Competitie | Wedstrijd              | Uitslag |
| - | -------- | ------------ | ---------- | ---------------------- | ------- |
| 1 | Zaragoza | 24 juni 1982 | WK 1982    | Honduras – Joegoslavië | 0 – 1   |

## Samenvatting
| Competitie   | Totaal gespeeld | Winst Honduras | Gelijk | Winst Joegoslavië | Doelsaldo Honduras – Joegoslavië |
| ------------ | --------------- | -------------- | ------ | ----------------- | -------------------------------- |
| WK-eindronde | 1               | 0              | 0      | 1                 | 0 − 1                            |
| Totaal       | 1               | 0              | 0      | 1                 | 0 − 1                            |

## Details

### Eerste ontmoeting
| WK 1982 (Zaragoza, Spanje, 24 juni 1982): |              | |
| Honduras | 0 – 1        | Joegoslavië |
| | goals        | 88' (pen.) Vladimir Petrović |
| José de la Paz Herrera | bondscoach   | Miljan Miljanić |
| Julio César Arzu Domingo Drummond Jaime Villegas Allan Costly José Luis Cruz 65' Ramon Maradiaga Gilberto Yearwood Héctor Zelaya José Fernando Bulnes Porfirio Betancourt José Roberto Figueroa | opstellingen | Dragan Pantelić 46' Nikola Jovanović Ivan Gudelj Velimir Zajec Zlatko Krmpotić Vladimir Petrović Edhem Šljivo Ivica Šurjak Safet Sušić 63' Zlatko Vujović Nenad Stojković |
| Eduardo Curcano 65' | wissels      | 46' Vahid Halilhodžić 63' Miloš Šestić |
| Ramon Maradiaga 85' | gele kaarten | 81' Zlatko Krmpotić |
| Gilberto Yearwood 87' | rode kaarten | |